# Acélszínű csüngőlepke
Az acélszínű csüngőlepke (Zygaena filipendulae) a rovarok (Insecta) osztályának lepkék (Lepidoptera) rendjébe, ezen belül a csüngőlepkefélék (Zygaenidae) családjába tartozó faj.

## Előfordulása
Az acélszínű csüngőlepke elterjedési területe egész Európa, a 61. szélességi fokig, a hegyvidékeken 2000 méter magasságig.

## Alfajai
- Zygaena filipendulae altapyrenaica
- Zygaena filipendulae arctica
- Zygaena filipendulae balcanirosea
- Zygaena filipendulae campaniae
- Zygaena filipendulae duponcheli
- Zygaena filipendulae filipendulae
- Zygaena filipendulae gemella
- Zygaena filipendulae gemina
- Zygaena filipendulae gigantea
- Zygaena filipendulae himmighofeni
- Zygaena filipendulae liguris
- Zygaena filipendulae maior
- Zygaena filipendulae mannii
- Zygaena filipendulae noacki
- Zygaena filipendulae oberthueriana
- Zygaena filipendulae polygalae
- Zygaena filipendulae praeochsenheimeri
- Zygaena filipendulae pulcherrima
- Zygaena filipendulae pulcherrimastoechadis
- Zygaena filipendulae pyrenes
- Zygaena filipendulae seeboldi
- Zygaena filipendulae siciliensis
- Zygaena filipendulae stephensi
- Zygaena filipendulae stoechadis
- Zygaena filipendulae zarana

## Megjelenése
Az acélszínű csüngőlepke elülső szárnya 1,6–2 centiméter hosszú. Teste lágy, vaskos. A nap legmelegebb óráiban repül nehézkes-kényelmesen virágról virágra. Rendszerint nagyobb rajokban lép fel. Az acélszínű csüngőlepke elülső szárnyán kékesen vagy zölden fénylő sötét alapon többnyire 6 nagy, vörös foltot visel, melyek néha összeolvadnak. A lepkének hosszú, bunkós végű csápja van.

## Életmódja
Az acélszínű csüngőlepke száraz, sovány gyepek, napos rétek, gyér növényzetű területek és felhagyott kavicsbányák lakója.

## Szaporodása
Az acélszínű csüngőlepke májustól augusztus közepéig repül. Hernyói vaskosak, és a gyepszint apró növényein élnek.

## Képek

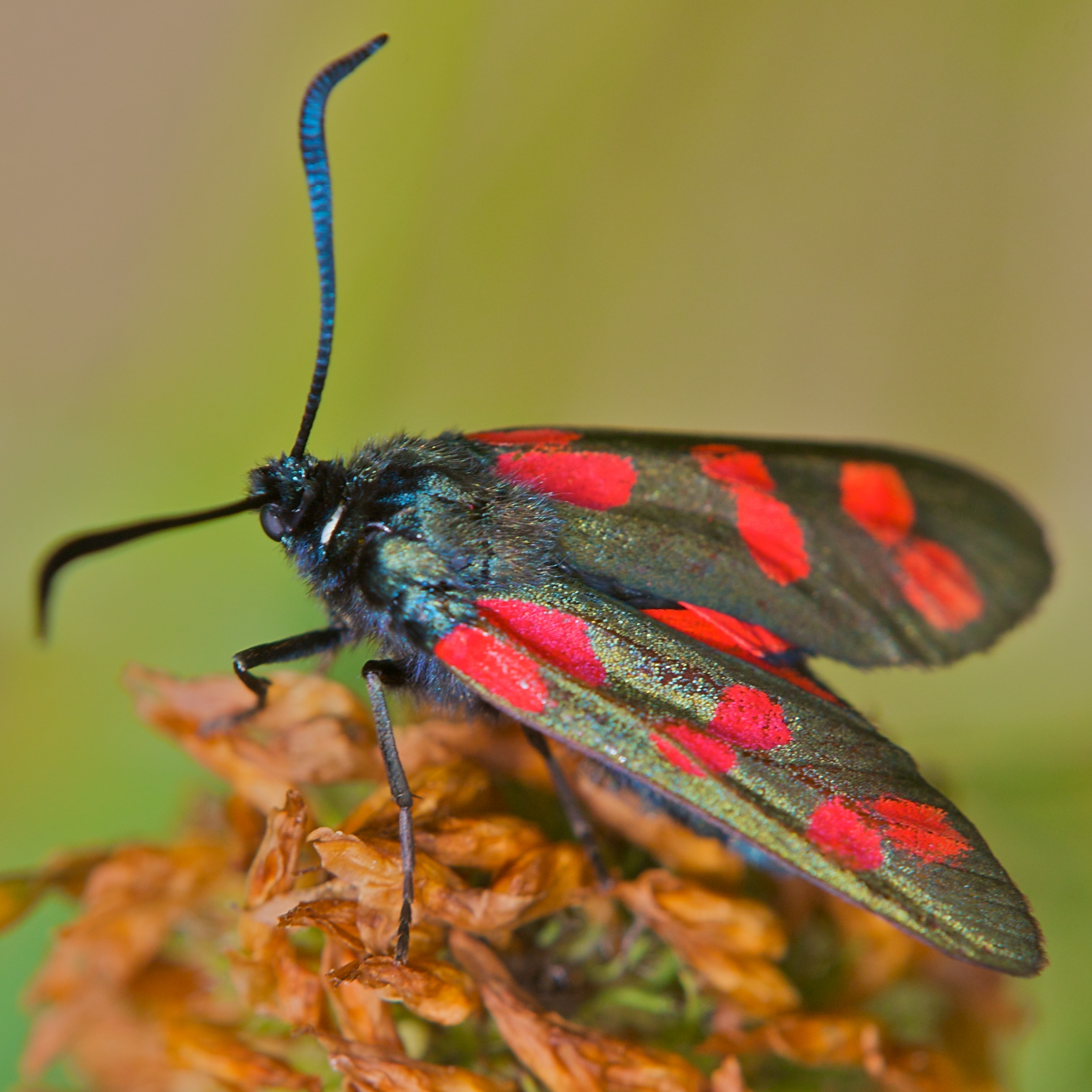
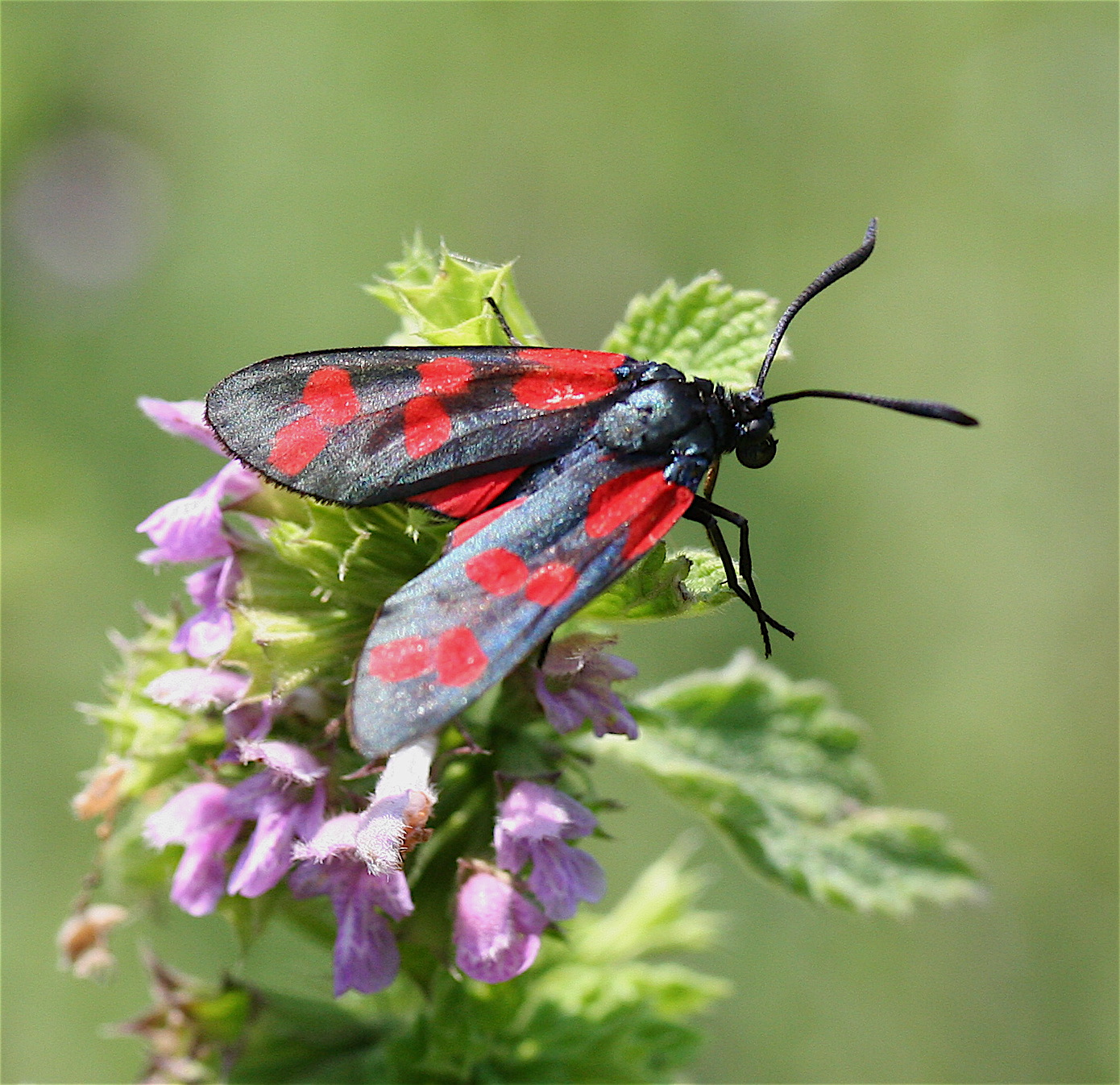
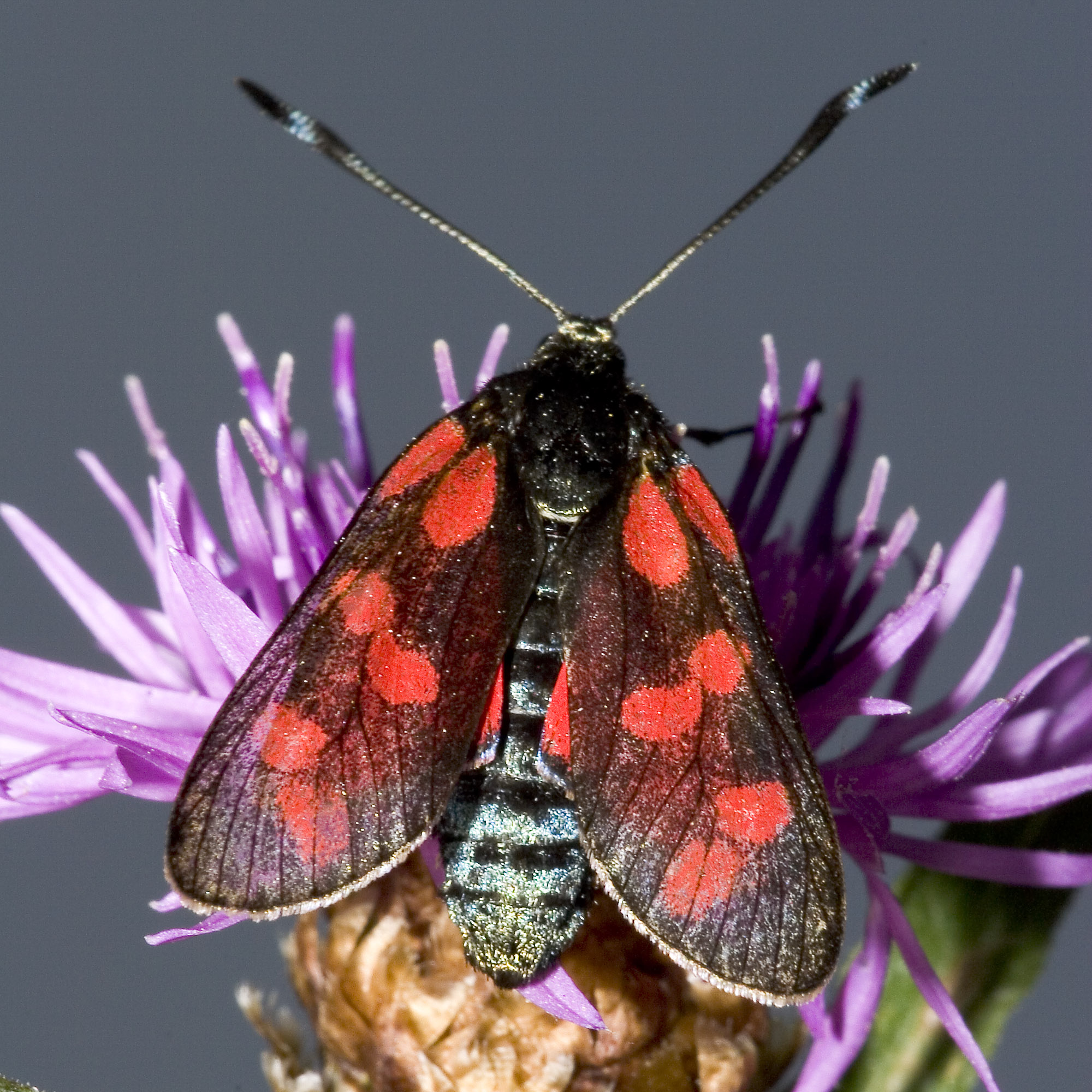
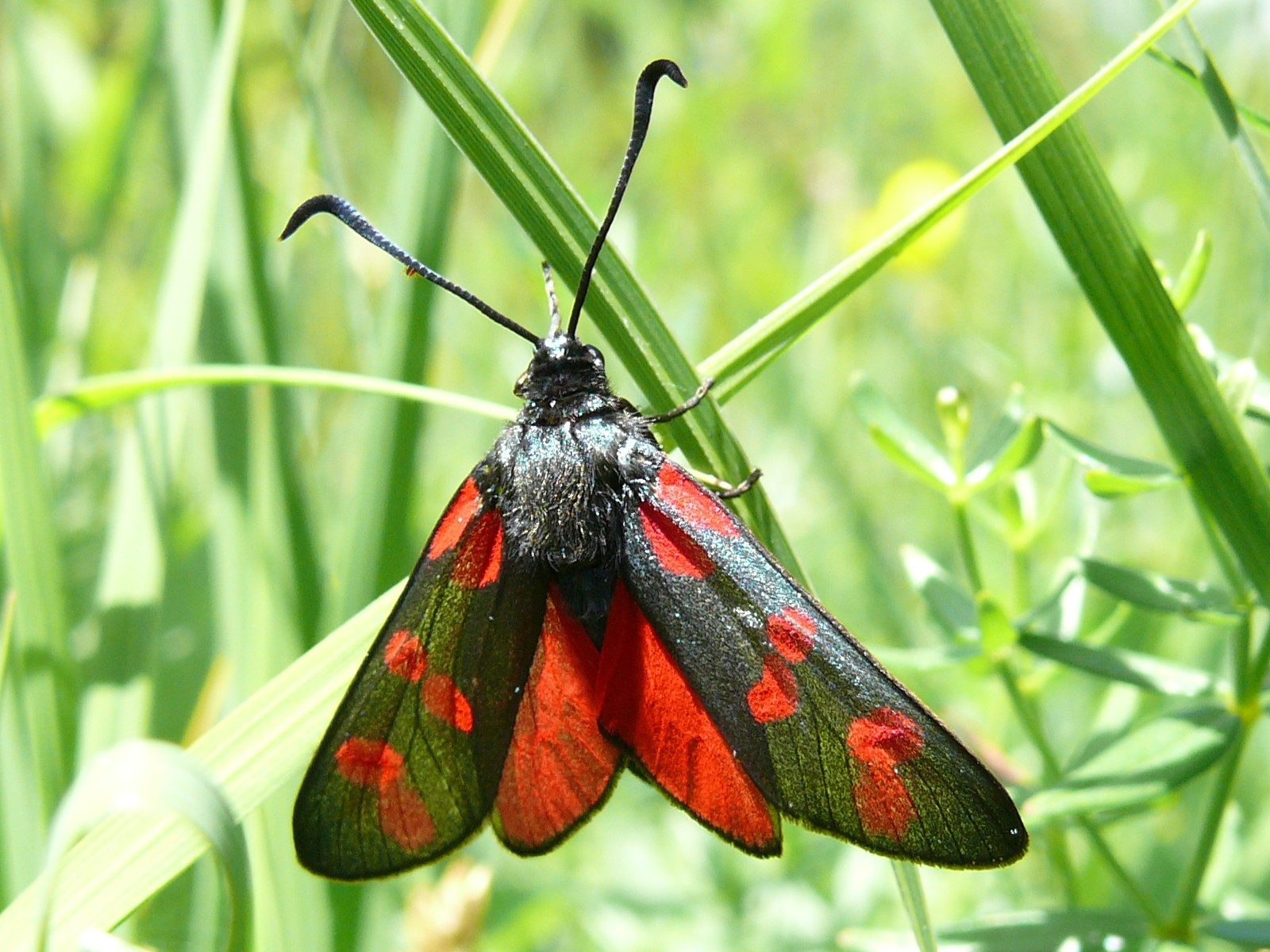
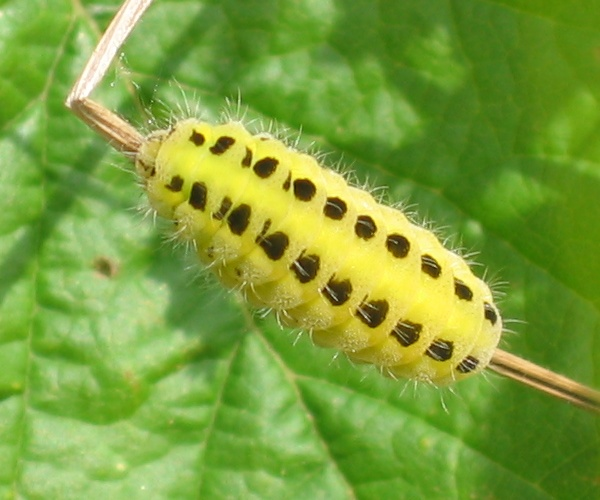
Hernyó
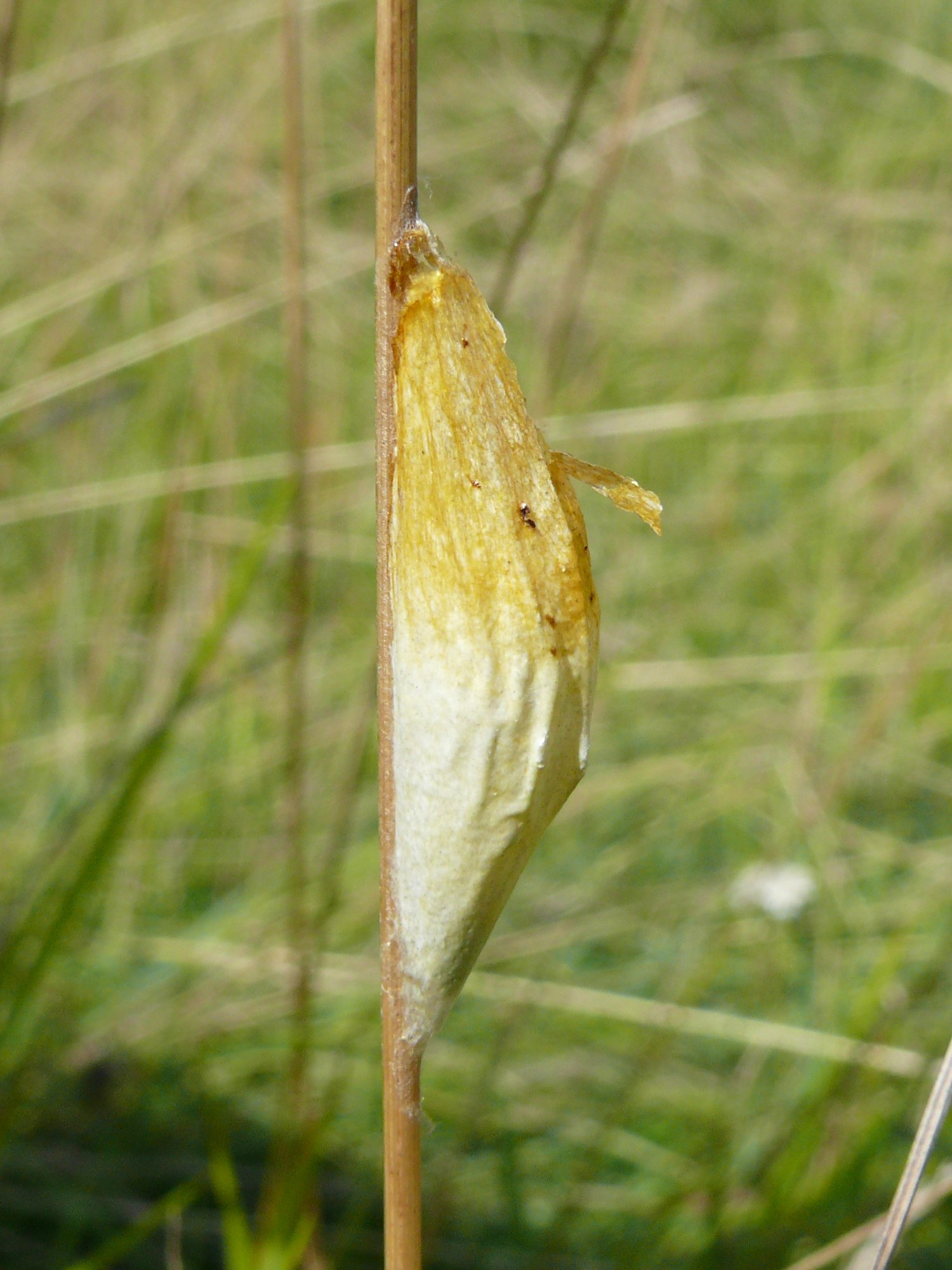
Elhagyott báb
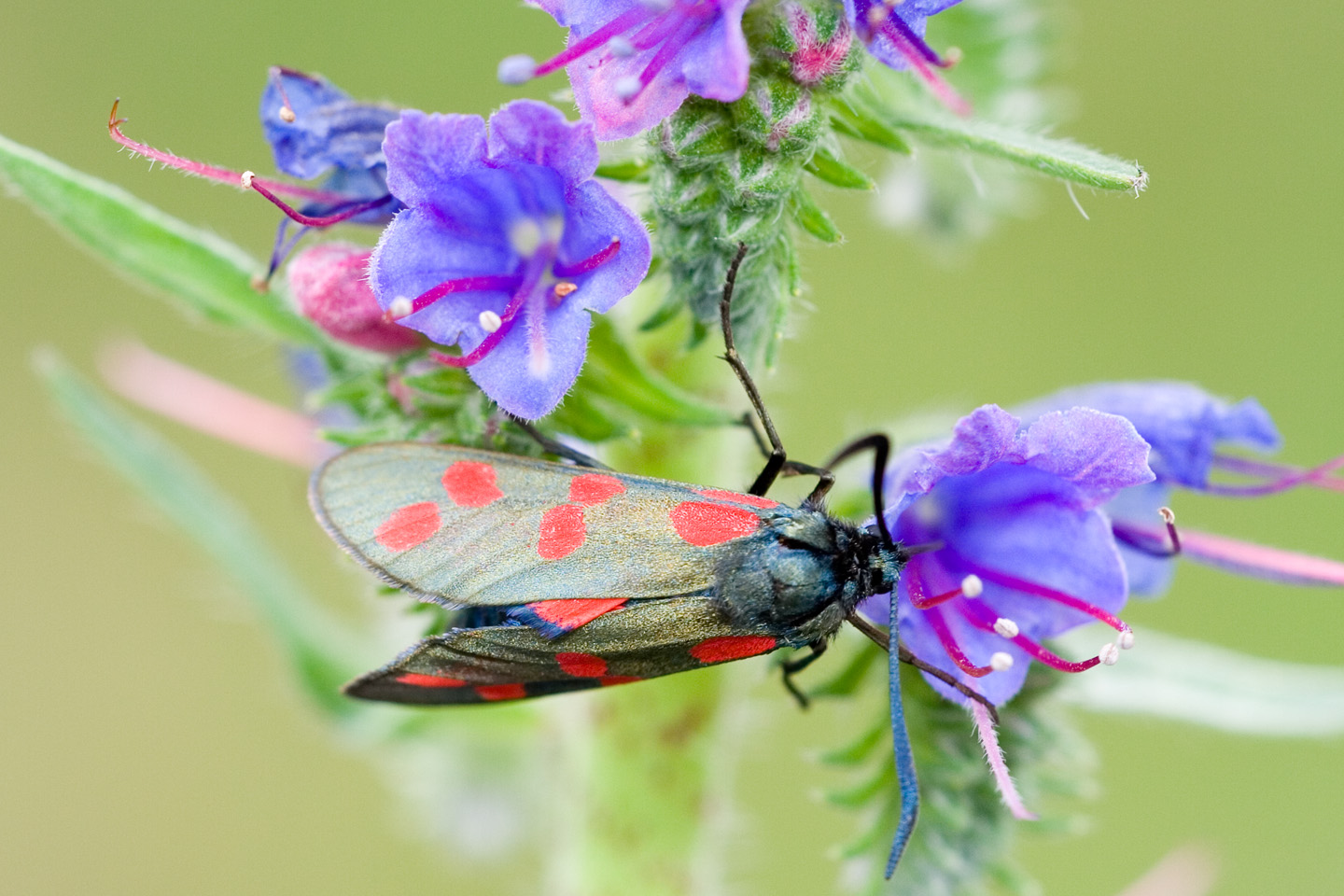
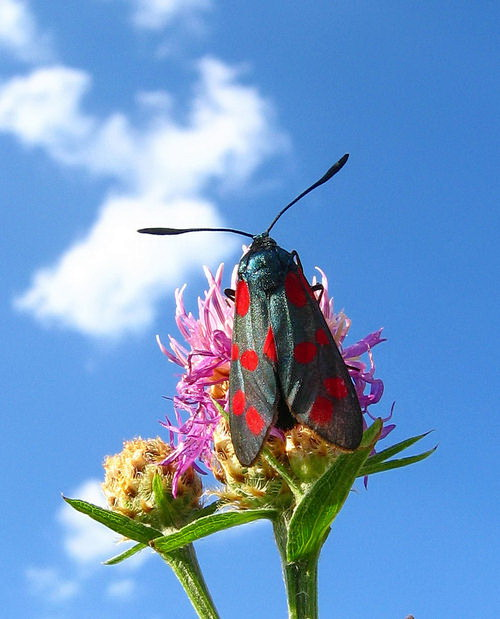
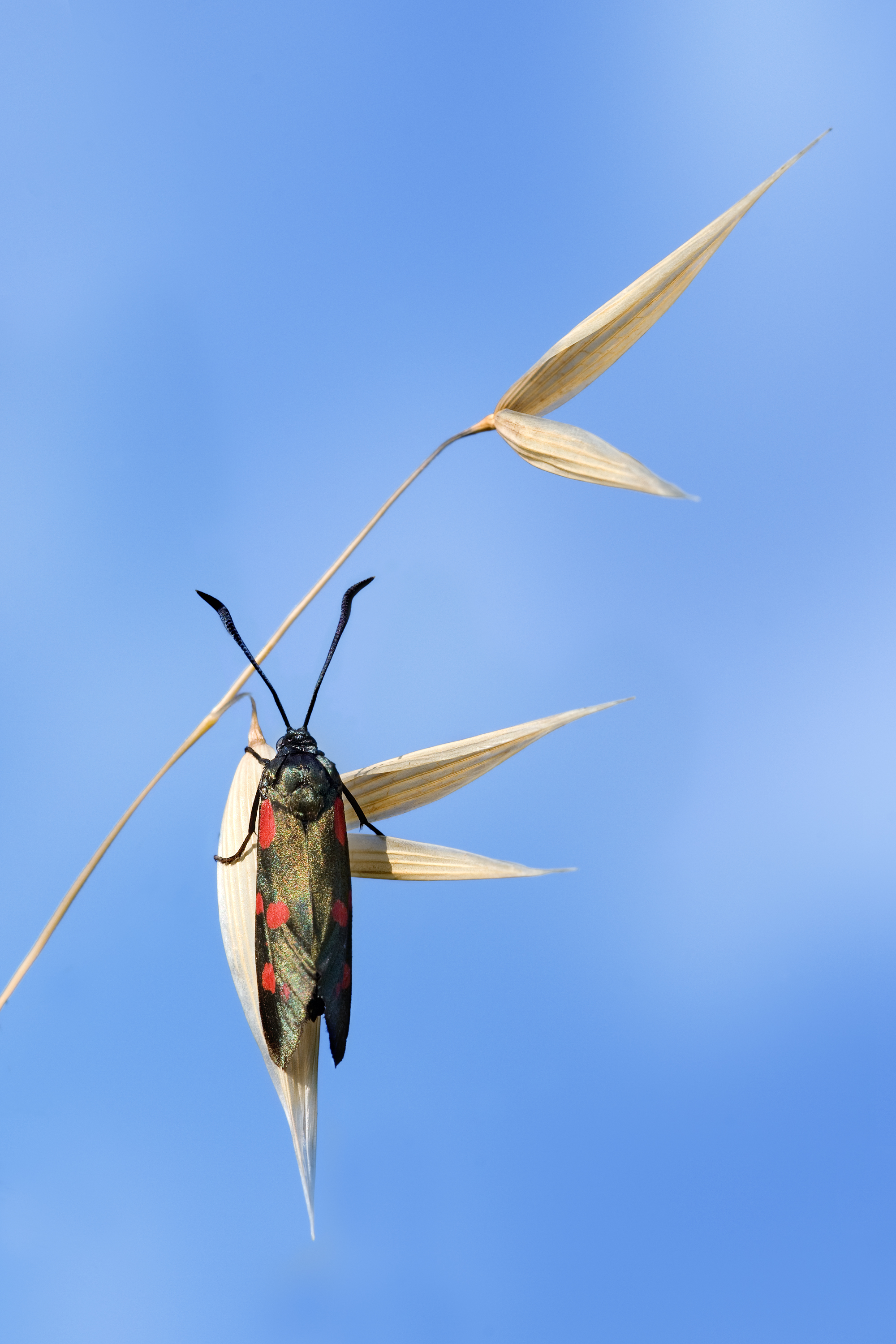
Acélszínű csüngőlepke abrakzabon